# داء موندور
داء موندور (بالانجليزية : Mondor's disease ) هي حالة نادرة وتتميز بالْتِهابُ خُثارِيّ في الوريد الصَّدْرِيّ الشُّرْسوفِيّ لجِدارِ الصَّدْر والثدي. كما يمكن أحيانا أن يصيب القضيب، الذراع، والإبط، وهذه الحالة يطلق عليها متلازمة التشبك الإبطي.
مرض موندور قد يصيب فقط 1 أو أكثر من 3 قنوات وريدية : الوريد الصدري الشرسوفي، الوريد الصدري الوحشي، والوريد الشرسوفي العلوي.

## التسمية
تم تسمية المرض نسبة إلى هنري موندور ( 1885 - 1962 ) وهو طبيب جراح عاش في باريس بفرنسا وهو أول من وصف المرض عام 1939.

## الأعراض
يعاني المصابون بالمرض من ظهور آلم مفاجئ تحت الجلد في المنطقة المصابة، ومع احتمالية ظهور مناطق حمراء في مناطق محدودة لجدار الصدر الأمامي والثدي. يرتبط داء موندور بظهور حبل مؤلم قاس وليفي يتبع توزع الأوردة المصابة والذي يرافقه شد وانكماش الجلد يتبع توزع الأوردة المصابة. يتم فحص المرضى عن طريق تصوير الثدي الشعاعي و/أو الموجات فوق الصوتية للثدي.

## العلاج
مرض موندور من الأمراض التي تشفى من تلقاء نفسها ومن الأمراض الحميدة بشكل عام. السبب لهذا الداء غالبا غير معروف، ولكن ربما يكون نتيجة لكدمة، عملية جراحية، أو الإصابة بالتهابات معينة كعدوى ما مثلا. لا تعتبر هذه الحالة مؤشراً للسرطان.
أما بالنسبة للعلاج فيكون لعلاج الأعراض فقط مثل كمادات دافئة ومسكنات للآلم، وأشهرهم مضاد التهاب لا ستيرويدي مثل إيبوبروفين. عندما يؤثر التهاب الوريد الخثاري على الأوردة أكبر، يمكن أن يؤدي ذلك إلى في الجهاز الوريدي العميق، وربما يؤدي إلى انصمام رئوي.

## وصلات خارجية
- "Mondors disease". Medcyclopaedia. GE. مؤرشف من الأصل في 2012-02-05.